# Valèria Khomiakova
Valèria Dmítrievna Khomiakova, rus: Валерия Дмитриевна Хомякова, (Moscou, 1914 - Óblast de Saràtov, 6 d'octubre de 1942) fou una militar soviètica, pilot de la Força Aèria Soviètica abans i durant la Segona Guerra Mundial.

## Biografia

### Abans de la Guerra
Nascuda l'any 1914 a Moscou en una família d'enginyers químics, fou una pilot acrobàtica de renom juntament amb Raïssa Beliàieva i Ievguénia Prokhorova. Van fer diverses demostracions d'acrobàcies aèries davant de milers de persones al camp d'aviació de Touchino de la capital russa.

### Durant la Guerra
Quan va esclatar la Segona Guerra Mundial, es va integrar a la Força Aèria Soviètica, concretament al 586è Regiment de Caces, part integrant del Grup d'Aviació núm. 122. La nit del 24 de setembre de 1942 fou abatuda per un bombarder Ju-88 sobre Saràtov. Uns dies més tard, el 6 d'octubre, en circumstàncies poc clares. Després de la seva primera victòria en combat aeri, la primera del 586è Regiment de caça, se la va enviar el 29 de setembre a Moscou per rebre els honors. Tant punt va tornar, als pocs dies, esgotada pel viatge, va ser assignada immediatament a la guàrdia nocturna.
Ielena Karakorskaia i Iekaterina Polulina van fer constar la impossibilitat de poder navegar en aquelles condicions. Tot i així, el 5 d'octubre de 1942 la major Tamara Kazarinova va ordenar el vol i, sense ajuda de la il·luminació adequada, es va estavellar i va morir. Oficialment es va informar de la defunció com a mort en combat i ningú se'n va preocupar. Això no obstant, tothom sabia que es tractava d'una mort per manca de diligència de la major Kazarinova i fou després d'aquest tràgic succés que el general Mikhaïl Gromadin va decidir rellevar-la del càrrec i va ordenar al tinent Aleksandr Ossipenko que obrís una investigació sobre la seva mort. Poc després, Ossipenko transferí la major Kazarinova dins del seu personal i cap investigació es va acabar obrint.